# Георги Фотев (социолог)
Вижте пояснителната страница за други личности с името Георги Фотев.
Георги Фотев Георгиев е български социолог и общественик, министър на науката и образованието на Република България (декември 1990 – ноември 1991).

## Биография
Георги Фотев е роден на 24 август 1941 г. в с. Димитровче, Свиленградско. Неговият жизнен път по времето на комунистическия режим е труден. През 1950 г. семейството му е изселено в Лудогорието, тъй като баща му е политически емигрант в ГФР. След отбиване на военната служба в трудова повинност години наред не му е разрешавано да кандидатства в никакво висше училище. Бил е физически работник в бригадата на героя на социалистическия труд Георги Карауланов и е репресиран от властите.
Завършва философия в Софийския университет през 1968 г. От 1971 до 1976 г. работи във вестник „Труд“ като журналист и завежда отдел "Пропаганда и агитация". След това става научен сътрудник в БАН в областта на социологията и хоноруван преподавател по история на социологията в СУ. Доктор на философските науки (1987) с дисертация на тема „Социална реалност и въображение: Социологическо изследване върху Ренесанса към марксистката историческа социология“.
От 1989 година е професор и заместник-директор на Института по социология на БАН. През 1992 – 2003 година е директор на Института по социология към БАН. Председател на Българската социологическа асоциация . Национален програмен директор на European Values Study. От 2004 до 2006 г. е член на Управителния съвет на фондация „Демокрация“.
Чел е лекции в редица престижни чуждестранни университети, между които Московския (1988), Атинския, Станфордския, Хайделбергския университет, Висшето училище по социални науки (на френски: École des hautes études en sciences sociales, съкр. EHESS). Проф. Фотев е автор на над 250 научни публикации, значителен брой от тях в чужбина. Има научни публикации в над 15 страни.
Сенатът на Европейската академия на науките и изкуствата го избира за действителен член на академията през 1993 г. Членува и в други международни научни организации. Почетен гражданин на щата Оклахома (САЩ). Фулбрайтов професор в Университета „Дюк“ (САЩ) (1997 – 1998).
Почетен професор на Нов български университет, на церемонията прочита академична лекция на тема „Диалогът като конститутивен принцип на социалния живот“ (2012).
Академик на Българската академия на науките и изкуствата. През 2013 г. възстановява Института по социология към тази академия.
Член на Editorial Advisory Board на „Polish Sociological Review“ от 2000 г. и на редколегии на други академични списания.
Заместник-председател на Борда на директорите на Американския университет в България (АУБ) от 2000 до 2003 г. Член на Университетския съвет на АУБ от 2003 г. Член на Настоятелството на НБУ (от 1994).
Като студент в IV курс в Софийския университет попада в доклад на орган на Държавна сигурност, озаглавен „Някои нелоялни прояви и идеологически отклонения на преподаватели и студенти във висшите учебни заведения у нас“. Той е сред интелектуалците, следени от Държавна сигурност през целия му живот.
Комисията по досиетата обявява принадлежността му като агент „Йолов“ на Държавна сигурност от 1987 г. на основание „Рег. дневник; картони обр. 4 – 2 бр. и обр. 6; писмо вх. № 1035/ 28.02.1990 г. с предложение за унищожаване материалите на „Йолов“; доклад на МВР рег. № RB202009-001-05/01-08-I-195/24 януари 2008 г.“ с Решение № 25/12.02.2008 г., потвърдено с Решение №230 от 16.06.2011 г..
В интервю пред вестник „Труд“, озаглавено „Господарката на живота и смъртта е полужива“, той категорично отрича да е бил агент или да е сътрудничил под каквато и да е форма на Държавна сигурност. С решение от 2023 година Административен съд София град (Трето отделение, 16 състав) отменя решението на Комисията по досиетата от 2008 г. в частта, в която е установена и обявена принадлежност на Георги Фотев към Държавна сигурност в качеството му на секретен сътрудник - агент.
В периода 1990 – 1991 година е министър на науката и висшето образование.
Подкрепя студентските протести и окупационната стачка на Софийския университет през 2013 г.
Женен е. Има дъщеря и син.

## Научни приноси

### История на социологията
Изследванията на Георги Фотев в областта на историята на социологията обхващат на първо място социологическата класика и развоя на западната социология от древността до последните десетилетия на ХХ в. Книгите „Социологическите теории на Е. Дюркем, М. Вебер и В. Парето. Критически сравнителен анализ“, „Принципите на позитивистката социология“ и редица студии и статии са посветени на социологическата класика. В монументалния двутомен труд „История на социологията“ (претърпял две издания) се разграничава протосоциология и исторически развой на социологията като обособена и полипарадигмална наука.

### Историческа социология
Трудовете на Георги Фотев по историческа социология и специално книгата „Социална реалност и въображение. Социологическо изследване върху ренесанса“ имат основополагащо значение в националната социологическа традиция. Концепцията за историческа социология преосмисля установените дисциплинарни перспективи и статус в ансамбъла на социологическите поддисциплини.

### Криза на легитимността и гражданско общество
Реализацията на проекта на модерността се свърза с периодични кризи на легитимността, които в късната модерност създават впечатлението на перманентна криза. След колапса на тоталитарната система Георги Фотев публикува първата книга върху гражданското общество, в която освен всичко друго се дава отговор на въпроса защо в условията на тоталитаризма темата е табу.

### Етносоциология, социология на религиите
Георги Фотев е основоположник в България на дисциплините етносоциология и социология на религиите. Той преосмисля основни понятия в тези дисциплини като етнос и обосновава оригинална теза за другия етнос. Приносите на автора надхвърлят рамките на националната социология.

### Социология на политиката
В мащабния социологически трактат „Граници на политиката“, в книгите „Смисъл на политиката“ и „Ethnicity, Religion and Politics“ са разработени фундаментални проблеми на политиката. Разработките в това поле на модерната социология имат основно място в творчеството на автора.

### Диалогична социология
Георги Фотев обосновава и разработва амбициозен проект в модерната социология, в който диалогът е основа на полипарадигмалната социология, осъдена иначе на непрестанни вътрешнонаучни войни, поради несъизмеримостите между различните социологически парадигми. Той говори за диалогичен разум, който е алтернатива и е в опозиция на векове господстващия монологичен разум. Понятието диалог е нещо повече от разговор, дискусия, спор и т.н.

### Дисциплинарна структура на социологията
На влиятелните тези за хаос от научни дисциплини, за края на дисциплинарното знание и на методологическия анархизъм Георги Фотев противопоставя тезата за немислимостта на научното знание извън дисциплинарна форма, която обаче не се отъждествява с тази на монодисциплинарните науки и респ. социологията като монодисциплинарна наука. Освен монодисциплинарни има и интердисциплинарни, мултидисциплинарни и трансдисциплинарни науки.

### Нощта на комунизма
В монографията „Дългата нощ на комунизма в България“ и в други публикации се изследват формирането, начинът на функциониране и имплозията на тоталитарно-комунистическата система. Анализите наподобяват, както се изразява авторът, сюрреалистическа социология на реализацията на една утопия.

### Българската меланхолия
Едноименното съчинение е мащабен и оригинален опит за социологическо типизиране на българската национална общност в епохата на модернизация. Меланхолията се разглежда във феноменологическа социологическа перспектива.

### Аксеология и социология на ценностите
В трудовете по социология на ценностите и аксеология се разработва комплексна теория на ценностите, разграничението между ценност, факт, норма, въпросите на кризата на ценностите, преоценката на ценностите, функциониращите в съвременното българско общество ценности и др.

## Отличия
- Носител на годишна награда на БАН и на СУ „Св. Климент Охридски“ за книгата „Социална реалност и въображение“,
- Носител е на почетния знак със синя лента на СУ „Св. Климент Охридски“,
- Носител е на наградата Distinguished Service Award of American University in Bulgaria (2003),
- Носител на наградата „Христо Г. Данов“ за хуманитаристика за книгата „Дисциплинарна структура на социологията“ (2007)[22],
- През 2021 г. става петият по ред носител на Наградата за хуманитаристика „Богдан Богданов“[23][24][25][26].

## Публикации

### Монографии
- Хармоничният човек. София: Профиздат, 1978, 208 с.
- Социологическите теории на Е. Дюркем, В. Парето, М. Вебер. София: Наука и изкуство, 1979, 270 с.
- Принципите на позитивистката социология. София: Българска академия на науките, 1982, 260 с.
- Социална реалност и въображение. София: Наука и изкуство, 1986, 261 с. (1996 – на гръцки език, 1996 – второ издание, Стара Загора: Идея)
- Проблеми на социологията на трудовия колектив. София: Наука и изкуство, 1986, с. 260.
- Гражданското общество. 1992 (1996 – на гръцки език)
- История на социологията. т.1, София: Унив. изд. „Св. Климент Охридски“, 1993, 404 с. (2 изд., София: Книгоиздателска къща „Труд“, 2002, 373 с.)
- История на социологията. т.2, София: Унив. изд. „Св. Климент Охридски“, 1993, 685 с. (2 изд., София: Книгоиздателска къща „Труд“, 2002, 615 с.)
- Другият етнос. София: Изд. „Марин Дринов“, 1994, 223 с.
- Гражданите и местната власт. БСЧИГП, София (в съавторство), 1995, 120 с.
- Криза на легитимността. София: Университетско издателство „Св. Климент Охридски“, 1999, 315 с.
- Смисъл на политиката. София: Акад. изд. „Проф. Марин Дринов“, 1999, 150 с.
- Ethnicity, Religion, and Politics. Essays on Multidimentional Transition. Sofia: Academic Publishing House „Marin Drinov“, 1999, 151 р.
- Граници на политиката. София: ЛиК, 2001, 428 с. [27]
- Диалогична социология. София: Изток–Запад, 2004, 1097 с. [28][29]
- Дългата нощ на комунизма в България. София: Изток-Запад, 2008, 472 с. [30]
- Ценности срещу безпорядък. София: Изток-Запад, 2009, 230 с.
- Българската меланхолия. София: Изток-Запад, 2010, 464 с.
- Сфери на ценностите: Лекции по аксиология и социология на ценностите. София: Нов български университет, 2012, 328 с.[31]

### Съставителство и редакция
- Антология на българската социологическа мисъл. Т.3, (Съставил в съавторство), София: Наука и изкуство, 1985, с. 752.
- Society and Social Change. (Editor), Sofia, Svyat, 1986, 352 p.
- Социална ефективност на емпиричните социологически изследвания. (Съставител в съавторство), София: Наука и изкуство, 1988, 332 с.
- Социологически перспективи и критика. (Съставител в съавторство), София: Българска академия на науките, 1989, 272 с.
- Research Dimensions of Bulgarian Sociology Today. (Editor), Sofia: Svyat, 1990, 271 p.
- Етническият конфликт в България. (Съставител в съавторство), София: Профиздат, 1989, 344 с.
- Гражданското общество. София: Българска академия на науките, 1992, 100 с.
- Извори на социологията. Антология. Стара Загора: Издателство „Идея“, 1998, 808 с.
- Социално разслояване в България и Република Македония. Съставит. Георги Фотев, Jорде Jакимовски. София: ЛИК, 1998, 116 с.
- Съседството на религиозните общности в България (съставител). София: Институт по социология при БАН, 2000, 270 с.
- Светът на селските жени (съставител). София: ЛиК, 2001, 159 с.
- Bulgarian Rural Women Today (ed.). Sofia: LIK Publishers, 2001, 151 pp.
- Mutations de societe et quete de sens. (Jacques L. Boucher, Guergui Fotev, Svetla Koleva). Sofia: Les Editions LIK, 2001, 287 pp.
- Военна социология в България през първата половина на ХХ век. Антология (съставител). София: Военно издателство, 2004.
- Социология на отклоняващото се поведение (съставител). София: Просвета, 2005, 544 с.
- Дисциплинарна структура на социологията. София: Изток–Запад, 2006, 620 с.
- Европейските ценности в днешното българско общество (съставител). София: УИ „Св. Климент Охридски“, 2010, 282 с.

## Мемоари
- Моите мемоари. София: Нов български университет, 2023, 482 с.